# Малое Тешково
Малое Те́шково (фин. Suomen Teskova) — деревня в Бегуницком сельском поселении Волосовского района Ленинградской области.

## История
На карте Санкт-Петербургской губернии Я. Ф. Шмидта 1770 года упоминается мыза Тешковицы и деревня Тешково.

ТЕШКОВА — деревня принадлежит коллежскому асессору Вейсу, число жителей по ревизии: 12 м. п., 11 ж. п. (1838 год)

На карте Ф. Ф. Шуберта в 1844 года обозначена Мыза Тешкова.
В пояснительном тексте к этнографической карте Санкт-Петербургской губернии П. И. Кёппена 1849 года она записана как деревня Teskowa (Тешкова) и указано, что есть два Тешкова, одно «русское», населённое ижорой в количестве 90 человек обоего пола, а второе «финское», количество её жителей на 1848 год: савакотов — 18 м. п., 26 ж. п., всего 44 человека.

ТЕШКОВО МАЛОЕ — деревня госпожи Вейс, по почтовому тракту, число дворов — 5, число душ — 8 м. п. (1856 год)

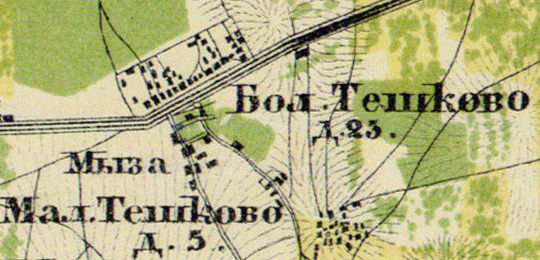
Деревни Большое и Малое Тешково на карте 1860 года

Согласно «Топографической карте частей Санкт-Петербургской и Выборгской губерний» в 1860 году мыза Тешково находилась смежно с деревнями: Большое Тешково из 23 дворов и Малое Тешково из 5 дворов.
В 1850—1860-х годах в Малое Тешково начали прибывать эстонские переселенцы, они брали в аренду или покупали участки земли близ деревни и строили на них свои хутора.

ТЕШКОВО МАЛОЕ — деревня владельческая при колодце, число дворов — 5, число жителей: 11 м. п., 9 ж. п. (1862 год)

В 1877 году временнообязанные крестьяне деревни выкупили свои земельные наделы у М. С. Александрович и стали собственниками земли.
В 1881 году местные эстонцы приобрели 10 десятин земли мызы Малое Тешково, где построили эстонский молельный дом во имя Святой Троицы и эстонскую школу.
Согласно «Карте окрестностей Санкт-Петербурга» в 1885 году деревня называлась Малая Тешкова и состояла из 4 дворов.
В 1895 году при тешковском эстонском молельном доме была учреждена должность помощника пастора. Первым пастором эстонского тешковского прихода стал Яан Леллеп.
В 1899 году было составлено ходатайство о самостоятельности Тешковского лютеранского прихода, так как эстонцы являлись тогда членами финского прихода Купаница.
В конце XIX века деревня административно относилась к Бегуницкой волости 1-го стана Петергофского уезда Санкт-Петербургской губернии, в начале XX века — 2-го стана. Население деревни было исключительно финским.
В 1902 году в деревне был учрежден независимый эстонский лютеранский приход, к августу 1905 года он насчитывал 3654 прихожанина.
К 1913 году количество дворов в деревне увеличилось до 10.
С 1917 по 1923 год деревня Малое Тешково входила в состав Больше-Бегуницкого сельсовета Бегуницкой волости Петергофского уезда.
В октябре 1919 года тешковская эстонская лютеранская церковь была отдана под нужды Дома культуры.
С 1923 года деревня находилась в составе Гатчинского уезда.
Согласно переписи населения СССР 1926 года в деревне Малое Тешково Тешковского сельсовета Бегуницкой волости Троцкого уезда проживали 46 человек, большинство финны, а также русские.
С 1927 года в составе Тешковского сельсовета Волосовского района.
По данным 1933 года деревня Малое Тешково входила в состав Тешковского сельсовета Волосовского района с центром в посёлке Красная Мыза.
По данным 1936 года в состав Тешковского сельсовета входили 14 населённых пунктов, 422 хозяйства и 6 колхозов, административным центром сельсовета являлась объединённая деревня Тешково.

План деревни Малое Тешково. 1930 год

Согласно топографической карте РККА 1938 года деревня насчитывала 18 дворов.
Деревня была освобождена от немецко-фашистских оккупантов 27 января 1944 года.
С 1963 года в составе Кингисеппского района.
С 1965 года вновь в составе Волосовского района.
По данным 1966, 1973 и 1990 годов деревня Малое Тешково также входила в состав Бегуницкого сельсовета.
В 1997 году в деревне проживали 20 человек, в 2002 году — 32 человека (русские — 78 %), в 2007 году — 22.

## География
Деревня расположена в северной части района на автодороге А180 (E 20) (Санкт-Петербург — Ивангород — граница с Эстонией) «Нарва».
Расстояние до административного центра поселения — 6 км.
Расстояние до ближайшей железнодорожной станции Волосово — 28 км.

## Демография
| 1862 | 2002 | 2007 | 2010 | 2017 |
| ---- | ---- | ---- | ---- | ---- |
| 20   | ↗32  | ↘22  | ↗26  | ↘22  |

### Национальный состав
Согласно данным Всероссийской переписи населения 2021 года в деревне проживали 25 человек, из них:
 русские — 11, молдаване — 4, узбеки — 4, корейцы — 3, татары — 3 человека.